# Edições do Mister Global
Neste artigo são referidas todas as edições do concurso de beleza masculino de Mister Global.

## 2017
Mister Global 2017 será a 4ª. edição do concurso de beleza masculino de Mister Global, que visa eleger o mais belo e mais capacitado candidato para levar a sua mensagem como cidadão cultural para diversos países ao redor do globo. Estima-se que o certame se realize na segunda maior cidade da Tailândia, Chiang Mai no dia 08 de Maio. O concurso pode ser televisionado via livestreaming pelo site oficial do concurso.

## Candidatos
| - África do Sul - Gerrie Havenga - Brasil - William Severo - Chile - Fabián Vera - Coreia do Sul - Seong Min Lee - Espanha - Daniel Sampedro | - Estados Unidos - Christopher Negron - Holanda - Franciscus de Leede - Letônia - Wlad Shatrowsky - Malásia - Nazirul Mubin - Panamá - Arturo Lugo | - Peru - Adrián Alvarado - Porto Rico - Joshua Rivera - República Checa - Tomáš Dvořák - Turquia - Can Dalçık |

## 2016
Mister Global 2016 foi a 3ª. edição do concurso de beleza masculino de Mister Global, que visa eleger o mais belo e mais capacitado candidato para levar a sua mensagem como cidadão cultural para diversos países ao redor do globo. O certame se realizou na segunda maior cidade da Tailândia, Chiang Mai no dia 06 de Maio. O concurso foi novamente televisionado via livestreaming pelo site oficial do concurso. Participaram da competição trinta candidatos ao título. 

## Resultados

### Colocações
| Posição                 | País e Candidato |
| Mister Global           | - República Checa - Tomáš Martinka |
| 2º. Lugar               | - Tailândia - Tawatchai Jaikhan |
| 3º. Lugar               | - Espanha - Chema Malavia |
| 4º. Lugar               | - Brasil - Giba Pignatti |
| 5º. Lugar               | - Singapura - Noel Ng |
| (TOP 10) Semifinalistas | - Coréia do Sul - Gi Jung Kim - Filipinas - Mark Louie Bornilla - Malásia - Asyraf Nordin - Mianmar - Linn Maung - Nepal - Dikpal Karki                    |
| (TOP 16) Semifinalistas | - Estados Unidos - Leaon Gordon - Guão - Jaren Guerrero - Índia - Prateek Baid - Japão - Yusuke Fujita - Peru - Freddy Mayorga - Porto Rico - Dexter Colón |

### Prêmios Especiais
- Foram distribuídos os seguintes prêmios aos candidatos: [2]

| Prêmio              | País e Candidato                |
| Mister Simpatia     | - Guão - Jaren Guerrero         |
| Mister Fotogenia    | - Espanha - Chema Malavia       |
| Mister Voto Popular | - Filipinas - Mark Bornilla     |
| People's Choice     | - Tailândia - Tawatchai Jaikhan |
| Mister Best Model   | - Índia - Prateek Baid          |
| Mister Talento      | - Malásia - Asyraf Nordin       |
| Mister Melhor Corpo | - Turquia - Umut Mirza          |
| Melhor Traje Típico | - Sri Lanca - Isuru Nagoda      |
| Missosology Award   | - Filipinas - Mark Bornilla     |

## Candidatos
Até o momento, os candidatos que participaram:
| - Azerbaijão - Royshan Masimov - Brasil - Giba Pignatti - Canadá - Jin Stewart - China - Letian Zhao - Coréia do Sul - Gi Jung Kim - Equador - Jair Choez Loor - Espanha - Chema Malavia - Estados Unidos - Leaon Gordon - Filipinas - Mark Louie Bornilla - França - Jordane Reiser | - Guão - Jaren Guerrero - Holanda - Qusay Alobaidi - Índia - Prateek Baid - Indonésia - Rezaldo Ariya - Japão - Yusuke Fujita - Líbano - Mario Sfeir - Malásia - Asyraf Nordin - Mianmar - Linn Maung - Nepal - Dikpal Karki - Panamá - Jesús Liñares | - Paraguai - Diego Alvarez - Peru - Freddy Mayorga - Porto Rico - Dexter Colón - República Checa - Tomáš Martinka - República Dominicana - César Baroud - Singapura - Noel Ng - Sri Lanca - Isuru Nagoda - Tailândia - Tawatchai Jaikhan - Turquia - Umut Mirza - Vietnã - Nguyễn Phúc Cường |

## 2015
Mister Global 2015 foi a 2ª. edição do concurso de beleza masculino de Mister Global, que visa eleger o mais belo e mais capacitado candidato para levar a sua mensagem como cidadão cultural para diversos países ao redor do globo. Nesta edição do certame contou com a participação de vinte e um países com seus respetivos aspirantes ao título. O vencedor foi coroado pelo candidato vitorioso do ano passado, de Myanmar, Myat Thuya Lwin.

## Resultados

### Colocações
| Posição                 | País e Candidato |
| Mister Global           | - Vietnã - Nguyễn Văn Sơn |
| 2º. Lugar               | - Venezuela - Yuber Jiménez |
| 3º. Lugar               | - Tailândia - Apiwit Kunadireck                                                                                                |
| 4º. Lugar               | - Brasil - Diogo Bernardes |
| 5º. Lugar               | - França - Bryan Weber |
| Finalistas              | - Porto Rico - José Lopez - República Checa - Jakub Šmiřák - Sri Lanca - Madura Peiris                                         |
| (TOP 13) Semifinalistas | - Chile - Cristóbal Álvarez - Filipinas - Joseph Doruelo - Malásia - Tuan Mohd Faiz - Mianmar - Min Lu Lu - Peru - Bruno Yañez |

### Prêmios Especiais
- Foram distribuídos os seguintes prêmios aos candidatos: [3]

| Prêmio              | País e Candidato                 |
| Mister Simpatia     | - França - Bryan Weber           |
| Mister Fotogenia    | - República Checa - Jakub Šmiřák |
| Mister Internet     | - Vietnã - Nguyễn Văn Sơn        |
| Mister Best Model   | - Coreia do Sul - Yun Theho      |
| Mister Talento      | - Indonésia - Fajar Alamsyah     |
| Mister Melhor Corpo | - Porto Rico - José Lopez        |
| Melhor Traje Típico | - Tailândia - Apiwit Kunadireck  |

## Candidatos
Competiram este ano pelo título: 
| - Austrália - Get Pavlic - Brasil - Diogo Bernardes - Camboja - Touch Kosal - Chile - Cristóbal Álvarez - Coreia do Sul - Yun Theho - Filipinas - Joseph Doruelo - França - Bryan Weber | - Índia - Sandeep Sehrawat - Indonésia - Fajar Alamsyah - Letônia - Guntars Logins - Líbano - Mohammad Akl - Malásia - Tuan Mohd Faiz - Mianmar - Min Lu Lu - Peru - Bruno Yañez | - Porto Rico - José Lopez - República Checa - Jakub Šmiřák - Singapura - Ice Asher Chew - Sri Lanca - Madura Peiris - Tailândia - Apiwit Kunadireck - Venezuela - Yuber Jiménez - Vietnã - Nguyen Van Son |

## 2014
Mister Global 2014 foi a 1ª edição do concurso de beleza masculino de Mister Global, que visa eleger o mais belo e mais capacitado candidato para levar a sua mensagem como cidadão cultural para diversos países ao redor do globo.  Nesta primeira edição do certame participaram dezesseis países com seus respectivos aspirantes ao título. O vencedor foi o candidato de Myanmar, Myat Thuya Lwin, também conhecido como Marco Victor. 

## Resultados

### Colocações
| Posição        | País e Candidato                                                                           |
| Mister Global  | - Mianmar - Myat Thuya Lwin                                                                |
| 2º. Lugar      | - Canadá - Michael South                                                                   |
| 3º. Lugar      | - Coreia do Sul - Lee Jun-ho                                                               |
| 4º. Lugar      | - Vietnã - Nguyễn Hữu Vi                                                                   |
| 5º. Lugar      | - Filipinas - Wilfred Placencia                                                            |
| Semifinalistas | - Indonésia - Mukti Wicaksono - Singapura - Jonathan Seah - Tailândia - Phubess Samkratoke |

### Prêmios Especiais
- Foram distribuídos os seguintes prêmios aos candidatos: [7]

| Prêmio              | País e Candidato                  |
| Mister Simpatia     | - Costa Rica - Felipe González    |
| Mister Fotogenia    | - Vietnã - Nguyễn Hữu Vi          |
| Mister Talento      | - Quirguistão - Ulan Omurbekov    |
| Mister Internet     | - Sri Lanca - Sameera Weerasinghe |
| Mister Melhor Corpo | - Coréia do Sul - Lee Jun-ho      |
| Melhor Traje Típico | - Indonésia - Mukti Wicaksono     |
| Missosology Award   | - Mianmar - Myat Thuya Lwin       |

## Candidatos
Competiram este ano, os seguintes candidatos: 
| - Cabo Verde - Daniel Graça - Canadá - Michael South - Coreia do Sul - Lee Jun-ho - Costa Rica - Felipe Mejía González - Estados Unidos - Aaron Jaquez - Filipinas - Wilfred Placencia | - França - Nicolas Magnonnaud - Guão - Iowani Unpingco - Indonésia - Andy Mukti Wicaksono - Malásia - Muhammad Syazwi Nazri - Mianmar - Myat Thuya Lwin | - Quirguistão - Ulan Omurbekov - Singapura - Jonathan Seah - Sri Lanca - Sameera Weerasinghe - Tailândia - Phubess Samkratoke - Vietnã - Nguyễn Hữu Vi |